# Spira (Final Fantasy)
Spira (スピラ?, Supira) è il mondo immaginario in cui sono ambientati i videogiochi di ruolo Final Fantasy X e Final Fantasy X-2. Distaccandosi nettamente dalle ambientazioni europee e medievaleggianti dei precedenti capitoli della saga, Spira venne modellato invece sul Sud-est asiatico, di cui sono presenti numerosi riferimenti nella flora e fauna, nella spiritualità, nella mitologia e nell'architettura del mondo fantastico.
Il successo di Final Fantasy X convinse Square Enix a realizzare Final Fantasy X-2, il primo sequel della saga, in cui è rappresentata l'evoluzione della società di Spira dopo che disordini religiosi e politici hanno condotto alla formazione di nuove fazioni e ad una situazione di generale instabilità. Spira e i suoi abitanti sono inoltre apparsi in altri giochi di Square Enix, tra cui Dissidia Final Fantasy, Dissidia 012 Final Fantasy, la serie di Kingdom Hearts e Theatrhythm Final Fantasy.

## Creazione e sviluppo
Nel cercare ispirazione per Spira, il produttore Yoshinori Kitase prese atto del fatto che i giocatori erano rimasti delusi dalle atmosfere fantascientifiche di Final Fantasy VII e Final Fantasy VIII, preferendo un "semplice mondo fantastico". Desiderando liberarsi dal retaggio di medioevo europeo che era spesso associato al termine "fantasy", Kitase prese a ideare un mondo che ridefinisse deliberatamente lo stereotipo impresso nelle menti dei giocatori. Con gran parte del team di sviluppo interessato a temi orientali nelle prime fasi di concept, l'ambientazione assunse uno stile asiatico, con Australasia, Thailandia e Giappone identificati da Kitase come le maggiori influenze dal punto di vista culturale e geografico sul design di Spira, specialmente per quanto riguarda le ambientazioni di Besaid e Kilika. La città uzbeka di Samarcanda servì da ispirazione per Zanarkand.
Tetsuya Nomura si sforzò di mantenere alto il livello di dettaglio di Spira durante la fase di creazione. Fumi Nakashima, il responsabile del design dei personaggi secondari, volle attribuire a personaggi di diverse regioni e culture degli abbigliamenti caratteristici. Per far risaltare la cultura Albhed, tecnologicamente molto avanzata, Nakashima gli fece portare maschere e occhialini, per conferirgli un aspetto strano ed eccentrico.
Final Fantasy X è stato il primo titolo della serie a presentare il rendering in 3D degli sfondi, permettendo l'inserimento di piccoli dettagli come il movimento dell'erba o delle nuvole al vento. Takayoshi Nakazato decise di abbandonare il concetto di una mappa del mondo in favore di una rappresentazione più realistica. In questo modo la raffigurazione spaziale di Spira è legata al progresso del gioco: con una presentazione panoramica delle diverse aree al momento del primo ingresso in esse. Chiharu Minekawa, il responsabile dell'editing sonoro, si accertò che le transizioni di suono da un luogo all'altro avvenissero senza interruzioni, in modo da imitare l'ambiente naturale mentre i giocatori li attraversano.
La decisione di creare Final Fantasy X-2 venne presa dopo le reazioni positive dei fan al video finale contenuto nell'edizione internazionale di Final Fantasy X, che mostrava eventi ambientati due anni dopo la battaglia finale di Yuna. Il tema religioso del primo gioco venne abbandonato in favore di un approfondimento sui cambiamenti culturali nei popoli di Spira. Con i misteri di Spira risolti nel precedente capitolo e l'avvento dell'Eterno Bonacciale, a Final Fantasy X-2 venne dato un aspetto lieto e sereno, con numerose influenze pop, tra cui Charlie's Angels e il genere mahō shōjo per le trasformazioni delle looksfere. Kitase ha identificato il tema principale di Final Fantasy X con "l'indipendenza dai vincoli della legge e delle consuetudini" e il senso di Final Fantasy X-2 come "i cambiamenti che sono derivati dal caos dopo aver ottenuto quell'indipendenza".

## Ambientazione

### Geografia
Il continente di Spira è circondato da un numero di piccole isole. Tra esse Besaid (ビサイド?, Bisaido), piccolo villaggio tropicale all'estremo sud di Spira da cui ha inizio il pellegrinaggio di Yuna; Kilika (キーリカ?, Kīrika), isola di medie dimensioni a nord di Besaid che ospita una fitta giungla e numerosi conflitti nel corso dei giochi; l'isola desertica di Bikanel (ビーカネル?, Bīkaneru), dove ha sede il quartier generale degli Albhed, "Base"; e le rovine del Tempio di Baaj, che si trovano su di un'isola a sud di Spira e dove Tidus inizia il suo viaggio.
Il continente principale di Spira è dove avviene la maggior parte degli eventi di Final Fantasy X. Nella punta meridionale del continente si trova Luka (ルカ?, Ruka), la seconda città per dimensioni e teatro, con il suo stadio, del più popolare intrattenimento di Spira: il Blitzball. A nord di Luka si estende l'area montuosa di Djose (ジョゼ?, Joze) che ospita un tempio Yevonita. A collegare i due centri vi sono numerose strade: la via Mihen (ミヘン街道?, Mihen-kaidō), un percorso storico connesso a Lord Mihen, fondatore della Milizia, in cui è possibile cavalcare i Chocobo; la via Micorocciosa (キノコ岩谷底?, Kinoko-iwa tanizoko), luogo in cui è avvenuta la fallimentare operazione di Milizia e Albhed per fronteggiare Sin; e la via Djose, un percorso roccioso che si biforca a nord verso il Fluvilunio e a est verso il Tempio di Djose.
Il Fluvilunio è un grande fiume che scorre al centro di Spira e che presenta la possibilità di cavalcare gli Shoopuf, rovine sommerse e un'elevata densità di lunioli. Dal fiume un sentiero conduce a Guadosalam (グアドサラム?, Guadosaramu), residenza dei Guado e anticamera dell'Oltremondo (異界?, Ikai). A nord di Guadosalam si estende la Piana dei Lampi (雷平原?, Kaminari-heigen), luogo di un continuo temporale, reso sicuro da una serie di torri parafulmini installate dagli Albhed. Da qui si giunge a Macalania (マカラーニャ?, Makarānya), una densa foresta con formazioni di cristalli, che termina in un lago ghiacciato sede di un tempio Yevonita.
Bevelle (ベベル?, Beberu), la più grande città di Spira e centro spirituale della religione Yevonita, si trova su una sottile striscia di terra a nord di Macalania. La città è costruita su più livelli, con gli edifici sacri di Yevon collocati in cima e la via Purificatio (浄罪の路?, Jyouzai no michi), una prigione sotterranea piena di mostri, in basso. Verso nord si estende la Piana della Bonaccia (ナギ平原?, Nagi-heigen), una pianura arida e sterile teatro di numerose battaglie nella storia di Spira; la Grotta dell'intercessore rapito (盗まれた祈り子の洞窟?, Nusumareta inorigo no doukutsu); e il Monte Gagazet (ガガゼト山?, Gagazeto-san), la cima più alta di Spira e casa della tribù Ronso. Infine la città sacra di Zanarkand (ザナルカンド?, Zanarukando) si trova nell'estremità settentrionale del continente, ridotta in rovina da Sin mille anni prima degli eventi di Final Fantasy X e dove Yunalesca attende l'arrivo degli invocatori per donare loro l'Invocazione Suprema.
Final Fantasy X-2 introduce molti cambiamenti ai luoghi di Spira. Il Tempio di Djose, abbandonato da un vacillante Yevon al termine di Final Fantasy X, diviene il quartier generale degli Automisti; allo stesso modo la Lega della Gioventù istituisce la sua base operativa nel sito dell'operazione anti-Sin lungo la via Micorocciosa. Bevelle mantiene la sua posizione come capitale della fazione Neoyevon, anche se viene introdotta una nuova area tecnologica nascosta sotto la città. Tra le altre novità, un nuovo passatempo a Luka chiamato Sphere Break; un gruppo di intrattenitori al Fluvilunio; la trasformazione delle Rovine di Zanarkand in un'attrazione turistica; e l'introduzione di trasporto automatizzato al posto dei Chocobo sulla via Mihen. Infine la morte degli Eoni al termine di Final Fantasy X causa lo scioglimento della foresta e del lago di Macalania, facendo sprofondare il tempio Yevonita e distruggendo l'ecosistema boscoso. Final Fantasy X-2 introduce inoltre delle rovine fluttuanti in cima al Monte Gagazet e delle caverne precedentemente inesplorate sparse per Spira.

### Storia
La storia di Spira è caratterizzata da un'antica guerra combattuta mille anni prima dell'inizio di Final Fantasy X tra Zanarkand e Bevelle. In quel periodo Spira era una terra prosperosa con grandi metropoli tecnologicamente avanzate. Di fronte alla disfatta della propria fazione, il leader degli Invocatori Yevon di Zanarkand trasformò i suoi concittadini rimasti vivi durante l'attacco di Bevelle in intercessori da utilizzare per l'invocazione di una Zanarkand di sogno e quindi si trasformò in Sin per distruggere e rallentare la tecnologia nel resto del mondo affinché nessuno potesse scoprire la locazione della sua creazione.. Con l'avvento di Sin, gli abitanti di Bevelle cominciarono a temere la collera di Yevon e dopo essersi confrontati con la figlia di Yevon, Yunalesca, fondarono la dottrina religiosa omonima per calmarlo, continuando a diffondere questi insegnamenti per tutta Spira. La fede, fondata sull'espiazione e sul sacrificio, creò una spirale di morte che permeò la storia di Spira nei secoli seguenti. Il rituale dell'Invocazione Suprema, introdotto da Yunalesca, rappresentò l'unico modo per distruggere Sin, portando un breve periodo di pace, il Bonacciale (ナギ節?, Nagisetsu), prima che il guardiano sacrificato dall'invocatore per ottenere l'Invocazione Suprema si trasformi nuovamente in Sin ricominciando il ciclo.
Durante i mille anni seguenti all'avvento di Sin e la distruzione di Zanarkand, Spira si è trasformata in una terra dal carattere campagnolo, quasi completamente priva di grandi città e civilizzazioni avanzate. In seguito alle azioni di Sin e al divieto di usare macchine imposto dal credo Yevonita, la popolazione di Spira ha preso a raggrupparsi in piccoli insediamenti e villaggi, dal momento che centri maggiori venivano abbattuti da Sin e la loro popolazione decimata prima che avessero modo di svilupparsi. Le uniche città di dimensioni ragguardevoli sono Luka, che ospita lo stadio di Blitzball, e Bevelle, il centro religioso di Yevon. Per portare il Bonacciale, gli invocatori intraprendono un pellegrinaggio attraverso Spira per giungere infine a Zanarkand e ottenere l'Invocazione Suprema da Yunalesca con cui sconfiggere momentaneamente Sin. Yuna e i suoi guardiani interrompono tuttavia questo ciclo e danno avvio all'Eterno Bonacciale (永遠のナギ節?, Eien no nagisetsu).
In seguito agli eventi di Final Fantasy X, in Final Fantasy X-2 gli insegnamenti di Yevon non sono più ritenuti validi e l'associazione con macchine e Albhed non più sacrilego. Con l'avvento dell'Eterno Bonacciale gli abitanti di Spira maturano una mentalità positiva e iniziano a guardare al futuro con ottimismo. Nuovi gruppi politici, la Lega della Gioventù, i Neoyevoniti e gli Automisti, si contendono il potere. Yuna riesce a riportare la pace e a salvare Spira una seconda volta, con diversi finali in base alle prestazioni del giocatore.

### Popoli e creature
Sebbene prevalentemente abitata da umani, Spira presenta una varietà di popoli e razze diverse. Gli Albhed (アルベド?, Arubedo) sono un gruppo etnico caratterizzato da occhi verdi e pupille spiraliformi. Tra il cast principale, Rikku è una Albhed e Yuna è per metà Albhed da parte di madre. Con il collasso della struttura religiosa di Yevon e la graduale accettazione delle macchine alla fine di Final Fantasy X, i pregiudizi nei confronti degli Albhed sembrano essere diminuiti, sebbene siano ancora presenti. Gli Albhed parlano una propria lingua, che consiste in un semplice cifrario a sostituzione dell'inglese, benché nel gioco sia intesa come una lingua vera e propria. La versione originale giapponese del cifrario utilizza il sistema di scrittura sillabico dei kana, dove ogni simbolo rappresenta una combinazione di una consonante e una vocale o solo una vocale. Alcuni termini non sono tradotti in Albhed nel gioco per dare l'impressione dell'utilizzo di prestiti linguistici, come in molte lingue moderne.
I Guado (グアド?) sono una razza umanoide con lunghi arti e dita, pelle pallida e capelli arruffati. Essi sono i custodi dell'Oltremondo, che accoglie i morti, e hanno perciò l'abilità di percepire i morti e di interagire con i lunioli. I Ronso (ロンゾ?, Ronzo) sono una razza umanoide dalla pelle blu e l'aspetto leonino che abitano in Monte Gagazet, considerato sacro nella loro cultura. I Ronso sono guerrieri formidabili dal fisico statuario con un forte senso di onore e lealtà. Una sottotrama di Final Fantasy X segue i contrasti di Kimahri con alcuni suoi compagni per farsi accettare dalla comunità che lo conduce a ricoprire la carica di leader dei Ronso in Final Fantasy X-2. Gli Hypello (ハイペロ?, Haipero) sono una razza docile e anfibia dalla pelle blu e dall'aspetto simile alle rane, che vivono principalmente nei pressi del Fluvilunio. Sebbene siano degli eccellenti nuotatori, sono l'unico popolo a non partecipare ai tornei di Blitzball.
Spira ospita inoltre varie specie animali, come i giganteschi Shoopuf (シパーフ?, Shipāfu) e i Chocobo (チョコボ?, Chokobo) che vengono utilizzati principalmente come mezzo di trasporto. La maggior parte delle creature incontrate in Final Fantasy X sono tuttavia mostri, creati dai lunioli dei morti per divorare i vivi. Allo stesso modo gli Eoni, i non-morti e Sin sono delle manifestazioni dei lunioli.

### Fede e spiritualità
Spira è permeata da vari elementi soprannaturali: magia, energia spirituale e il potere dei ricordi sono strettamente collegati e i loro effetti si manifestano in molte occasioni nella vita degli abitanti del mondo fittizio. Quando su Spira una persona muore in modo imprevisto, la sua energia vitale, sotto forma di lunioli, deve essere rilasciata dal corpo e inviata all'Oltremondo, il luogo di riposo delle anime defunte. Se il rito non è eseguito, lo spirito della persona può rimanere intrappolato nel mondo fisico e prendere la forma di mostro o rimanere tra i vivi come "non-morto". I non-morti hanno un ruolo prominente nella trama dei giochi e comprendono Auron, Jyscal Guado, Yunalesca e Shuyin. In grandi concentrazioni, i lunioli sono inoltre in grado di registrare ricordi, immagini e suoni e sono utilizzati nella costruzione della sfera d'acqua che serve come campo da gioco per le partite di Blitzball.

#### Religione
La religione è una componente fondamentale nella vita di molti abitanti di Spira, con la maggior parte della popolazione che si dichiara Yevonita. I principi del credo si basano sulla convinzione che Sin sia una punizione divina inviata agli uomini per la loro arroganza nell'uso delle macchine. Di conseguenza il clero proibì l'uso della tecnologia e promosse una cultura di espiazione e sacrificio, nell'illusione di compiacere Sin, ma in realtà per controllare la popolazione ed impedire il ritorno di guerre simili a quella che condussero alla distruzione di Zanarkand.
Nonostante Yevon proibisca l'uso delle macchine, incluse le armi, esso stesso fa uso di tecnologia avanzata per assicurarsi la sua posizione egemone. Gli Albhed sono quindi visti come pericolosi per il loro uso delle macchine e perché rappresentano una minaccia all'incontestato controllo di Spira da parte del clero. Il credo mantiene il potere grazie all'uso dell'Invocazione Suprema, che conduce alla morte dell'invocatore e del suo guardiano impedendo così ai segreti sulla vera natura di Sin e di Yevon di essere divulgati. Alla fine di Final Fantasy X la religione Yevonita si sciolse in modo repentino, quando furono portate alla luce tracce della sua corruzione. Sei mesi dopo, gli insegnamenti morali di Yevon vennero rivitalizzati nel partito Neoyevoniano. Sebbene tecnicamente una costola della chiesa Yevonita, Neoyevon non è una religione quanto piuttosto una filosofia, con la sua posizione nei confronti del progresso di Spira riassunta nel motto: "Una cosa alla volta".
Il ritratto negativo della religione organizzata che traspare in Final Fantasy X è stato accostato alla Chiesa cattolica e alla corruzione della religione organizzata in generale.

#### Eoni e intercessori
Gli intercessori (祈り子?, inorigo) sono persone che hanno rinunciato alla loro vita per essere sigillati entro statue dalle quali possono interagire psichicamente con gli invocatori (召喚士?, shōkanshi). Questo rapporto permette agli invocatori di accedere ai sogni dell'intercessore e di dare loro forma tangibile come Eoni (召喚獣?, Shōkanjū), potenti creature magiche che possono essere utilizzate in battaglia o nei momenti di necessità. In Final Fantasy X compaiono dieci Eoni: Valefor, Ifrit, Shiva, Ixion, Bahamut, Anima, Yojimbo e le tre Magus Sister. In Final Fantasy X-2 gli intercessori sono sopraffatti dalla malvagità di Shuyin e, tornati alla loro forma di Eoni, divengono i suoi sottoposti. Yuna e i suoi alleati liberano infine sia gli intercessori che Shuyin dall'oscurità che li aveva avvolti.

#### Milizia
La Milizia (討伐隊?, Tōbatsu tai), inizialmente nota come Spade cremisi, è un ordine militare istituito per proteggere le città e i templi da Sin. Il gruppo venne fondato da Mihen, il quale si recò da Luka a Bevelle 800 anni prima dell'inizio della storia per tranquillizzare i maestri di Yevon che non stava formando un esercito per conquistarli. Mihen riuscì ad ottenere la loro fiducia e le Spade cremisi vennero inglobate nel clero Yevonita come Milizia, mentre il tragitto che il guerriero percorse venne rinominata via Mihen in suo onore. Solo agli Yevoniti è permesso accedere alla Milizia; tutti i Miliziani vennero tuttavia scomunicati in seguito alla disastrosa operazione Mihen e l'ordine venne sciolto. Ad esso sopravvisse un piccolo gruppo noto come Squadra cremisi, di cui tre membri: Baralai, Nooj e Gippal diventeranno in seguito i leader delle tre maggiori fazioni in Final Fantasy X-2.

### Sport
Il Blitzball (ブリッツボール?, Burittsubōru) è lo sport planetario di Spira, talmente popolare che durante i tornei tutte le ostilità vengono cessate. Le regole del Blitzball prendono spunto dalla pallanuoto, dal calcio e dal rugby. Il gioco si svolge all'interno di una sfera riempita d'acqua, all'interno della quale si sfidano due squadre avversarie. Ogni squadra dispone di sei giocatori con quattro ruoli diversi: portiere, difensore, centrocampista e attaccante. Si ottiene un punto ogni qualvolta la palla oltrepassa il portiere avversario. Lo scopo del gioco è quello di ottenere più punti prima dello scadere dei dieci minuti di durata della partita. Le squadre che partecipano ai tornei di Spira sono i Besaid Aurochs, i Luka Goers, gli Albhed Psyches, i Ronso Fangs, i Guado Glories e i Kilika Beasts.

## Altre apparizioni
Elementi e personaggi di Spira sono apparsi anche in altri media della serie Final Fantasy. In Dissidia Final Fantasy e Dissidia 012 Final Fantasy compaiono Tidus, Yuna, Jecht e una zona chiamata The Dream's End (夢の終わり?, Yume no owari), che presenta delle somiglianze con l'area finale di Final Fantasy X, inclusa una replica gigante della spada di Jecht al centro. Tidus e Wakka sono dei personaggi di supporto in Kingdom Hearts, Kingdom Hearts: Chain of Memories e Kingdom Hearts Coded. Auron di Final Fantasy X e Yuna, Rikku e Paine di Final Fantasy X-2 sono presenti in Kingdom Hearts II come personaggi di supporto. Tidus, Auron e Yuna sono inoltre personaggi giocabili in Theatrhythm Final Fantasy.